# ついたて将棋
ついたて将棋（衝立将棋、ついたてしょうぎ）とは、将棋の変則ゲームの一種。 互いに相手の駒が見えない状況で、動きや配置を推測しながら相手の王将を詰ますことを目的とする。
取られた駒や王手などから相手の動きを正しく推測し、自分の陣形は悟られないようにすることがもっとも重要な要素だが、巧みに反則を誘ったり、本将棋ではあり得ない大胆な手を指したりすることにも妙味がある。
観戦者が大いに楽しめるゲームでもある。また、公平で正しいゲームには慎重な審判役が欠かせない。
このゲームの作者や歴史はよくわかっていない。近年、DI将棋（Dynamic Information Shogi）として、一部で学術分野での研究が始まっている。
かくし将棋と混同されることもあるため、「ミステリー将棋」と呼ばれる場合がある。

## ゲームの流れ
将棋盤2セット、将棋駒一組、プレイヤー2人、そして1人の審判が必要である。
- ついたてなどで対戦者は互いの将棋盤が見えないようにしながら、審判は両者を確認できるような形に盤を設置する
  - 互いに盤を向かいあわせ、その間についたてのようなものをおくと簡便で、このついたてがついたて将棋の由来である
- お互い通常の配置で自分の駒だけを並べる。
- 互いに本将棋のルールに従って駒を動かす。この時審判は、
  - 駒取りがあれば、その駒を相手の駒台に移動する
  - 王手であればそれを知らせる
  - 反則であれば警告し、手を戻す
- 以下互いに手を進め、以下の場合に終局する
  - 規定の反則回数を超過する。超過したほうが負け
  - 相手の玉を詰ませる。詰ましたほうの勝ち（この場合は以後どのような移動をしても反則となってしまうので前記のルールのみでも終了は可能だが、審判はただちに終局を告げるほうが良い）

### 反則について
以下のような場合に審判は「反則」を告げる。
- 不可能な移動。例えば角行や飛車の移動先以前に相手の駒がある
- 王手に対して、正しく逃げない、または利きのある駒を取る（さらに王手となってしまう）
- 駒を打った先に相手の駒がある

ついたて将棋における反則は単なるルール違反ではなく、ゲームの本質的な要素である。
ついたて将棋の決着は反則回数の超過によることが多いので、反則はできるだけ避けるほうがよい。逆に、反則を誘うような指し手、例えば遠駒や、突然の金将、銀将打ちの王手、遠駒の移動をあらかじめ遮っておく歩打ちなどは有効な場合がある。
ただし故意に反則（かもしれない）リスクを負って、作戦的に利用する場合もある。
反則回数の制限を、参考文献の『おもしろゲーム将棋』では9回までとしている。初心である場合はもっと伸ばしたほうがよい。

## 短いゲーム
参考のため、短い手数のゲームを双方の狙いとともに付記する。
- 1: ▲7六歩
- 2: △8四歩
- 3: ▲2二角成 ＝ 反則

審判は、（そのような移動が不可能であるので）「反則」を宣言し、対局者は手をもとに戻す。
この際、どのように不可能であるかは述べてはならない。ヒントになるようなことも厳禁である。単に「反則」と述べること。互いの反則回数がわかるように、チップなどを用いて示すとよい。
(先手の思惑) 後手は△3四歩と角道を開けただろうと推測したが、開けていなかったようだ。ただし、反則1回を利用して、相手の手を推理することができた
このような、反則の可能性が高い手を指して相手の手を推測することもついたて将棋の作戦のひとつである。
- 3: ▲4四角

（先手の思惑）相手は角道を開けていないので、ただちに4四の角の存在が後手に発覚することはない。（そうでない場合、△8八角成りが反則となることなどでそれと知られる可能性がある）

たまたま△4四歩などと不自然な手を指されることもないだろう。次に5三の歩をとっての駒得を期待したい
自分から見ると危険をともなう手（しかし、相手はそれがわからない）は、ついたて将棋において頻繁に現れる。
- 4: △5二玉

- 5: ▲5三角成

審判は「王手」を宣言し、後手の5三の歩を先手の駒台に移動する。
（先手の思惑） 予定通りの駒得を果たした。しかし…
- 6: △4二玉 ＝ 反則

審判は「反則」を告げる。繰り返しになるが、王手を避けられずに反則なのか、他の理由による反則かも知らせてはならない。（これは合駒などの場合に出現する）
（後手の思惑） 王手を避けようとしたが、反則となってしまった
- 6: △5三玉 （△同玉）

審判は角を後手の持ち駒に移動する。
（後手の思惑） 王手であること、5三の歩が無くなったこと、そしてまだ5手目であることから、5三にいるのは馬であろうと（正しく）推理する。
また、この手数では、桂馬などによってヒモがついていて再度の反則となることもないと（正しく）推理し、玉を5三に移動した。
- ▲投了

大きな駒損で、戦意を喪失した。

## ついたて詰将棋
2人での対戦だけではなく、詰将棋と組み合わせた「ついたて詰将棋」もある。ついたて詰将棋では、初形でのすべての配置が攻め方に知らされ、玉方の応手が知らされない（駒を取られたときは取られたことだけがわかる）。玉方の応手がいずれであっても王手がかかるように攻め手を継続し、詰ませることが目的のパズルとなる。